# أنتوني إجوي
أنتوني إجوي (بالإنجليزية: Anthony Igwe) هو لاعب كرة قدم نيجيري في مركز الدفاع، ولد في 24 ديسمبر 1945 في نيجيريا. شارك مع منتخب نيجيريا لكرة القدم. أما مع النوادي، فقد لعب مع ستشينرى ستورز.

## وصلات خارجية
- أنتوني إجوي على موقع الاتحاد الدولي (مؤرشف)  (الإنجليزية)
- أنتوني إجوي على موقع ناشيونال فوتبول تيمز (الإنجليزية)
- أنتوني إجوي على موقع عالم كرة القدم.نت (الإنجليزية)
- أنتوني إجوي على موقع اللجنة الأولمبية الدولية (الإنجليزية)
- أنتوني إجوي على موقع أوليمبيديا (الإنجليزية)